# Саико
Саико (斉衡) је јапанска ера (ненко) која је наступила после Нинџу и пре Тенан ере. Временски је трајала од новембра 854. до фебруара 857. године и припадала је Хејан периоду. Владајући монарх био је цар Монтоку.

## Важнији догађаји Саико ере
- 21. април 854. (Саико 1, тринаести дан шестог месеца): Дворски садаиџин Минамото но Токива, познат и као Минамото но Цуне, умире у 43 години.[4]
- 855. (Саико 2, први месец): Емиши организују побуну и као одговор на то, снага од 1000 људи се шаље на север.[5]
- 855. (Саико 2, пети месец): Глава статуе великог Буде отпада и цар наређује свом даинагону, Фуџивари но Јошисукеу (брату садаџина Јошифусе) да сакупи донације од побожних како би се направила нова глава.[5]